# متاپرامین
متاپرامین(به انگلیسی: Metapramine) (با نام تجاری Prodastene Timaxel) یک داروی ضدافسردگی سه‌حلقه ای (TCA) است که نخستین بار توسط شرکت Rhône-Poulenc ساخته شده و برای درمان افسردگی در فرانسه در سال ۱۹۸۴ معرفی شد. علاوه بر اثربخشی در درمان اختلال خلقی، دارای خاصیت ضد درد نیز می‌باشد.
متاپرامین دارای اثرات شبه دزیپرامین است و به عنوان یک مهارکننده بازجذب نوراپی‌نفرین عمل می‌کند بدون اینکه بر بازجذب سروتونین یا دوپامین تأثیر بگذارد.